# 古谷勝則
古谷 勝則（ふるや かつのり、1963年 - ）は、日本の造園学者。千葉大学大学院園芸学研究科・園芸学部教授。専門は造園計画学、自然環境保全学、造園史、緑地保全活動論、技術者教育。
研究では、風景計画や自然環境保全の分野で、日本、ロシア、韓国、インドネシアなどを事例とした研究を、空間分析、文献調査、土地用変遷調査、意識調査の手法で進めている。
教育では、自然環境保全に理解のある学生を育てることが、大学教員としての大切な使命と考え、学生の意見・要望に対応した授業改善をすすめてきた。授業の方針は、「見て、話して、理解して、書く授業」である。これらの一連の授業改善が千葉大学から評価されて、平成16年度千葉大学ベスト・ティーチャー賞を受賞した。
教育方法のFD活動では、千葉大学主催の平成17年度FD研修会において、新任教員を対象にした授業の改善方法についての講演をした。さらに、授業改善をすすめ、eラーニング、授業外学習の成果が認められて、平成22年度にも、千葉大学主催のFD研修会で、授業改善の講演をした。平成23年には高校生向けの千葉大学公開講座を開催した。さらに，平成25年度には園芸学部教員向けのFD講習会を開催した。
技術者教育の仕組みづくりでは、緑地環境学プログラムのJABEE認定の手続きの一連のプロジェクトをゼロから立ち上げて認定までの約5年間、ワーキング長として率いた。ECO-TOPの認定についてもカリキュラム設計を担当した。　

## 略歴

### 学歴
- 1981年4月　千葉大学園芸学部造園学科入学
- 1985年3月　千葉大学園芸学部造園学科卒業　庭園デザイン学研究室
- 1988年3月　千葉大学大学院園芸学研究科造園学専攻（修士課程）修了　風景計画学研究室
- 1991年3月　千葉大学大学院自然科学研究科環境科学専攻（学術博士）修了、千葉大学環境科学専攻で最初の課程博士の一人となる。環境計画学分野（風景計画）

### 職歴
- 1991年9月　千葉大学園芸学部助手に採用
- 1992年5月　千葉大学大学院自然科学研究科助手に転任　地域計画学研究室
- 1998年4月　千葉大学園芸学部助教授に昇任　風景計画学研究室
- 1998年10月　千葉大学大学院自然科学研究科助教授に転任　総合デザイン（風景計画担当）
- 2007年4月　千葉大学大学院園芸学研究科准教授に配置換え　風景計画学研究室
- 2016年4月　千葉大学大学院園芸学研究科教授に昇進(現在に至る)　風景計画学研究室（六代目教授）

## 著書
- 海辺の環境学―大都市臨海部の自然再生 東京大学出版会

## 受賞
- 平成8年度日本造園学会賞(研究論文部門、平成9年5月)
- 平成16年度千葉大学ベスト・ティーチャー賞受賞（平成17年3月）

## 社会活動
- 日本地球惑星科学連合　代議員（平成28年－平成29年）
- 公益社団法人日本造園学会風景計画研究推進委員会[5]委員長（平成27年－平成28年）
- 公益社団法人日本造園学会関東支部長[6]（平成26年－平成27年）
- 日本地球惑星科学連合地球人間圏科学セクション[7]　セクションボードメンバー（平成27年－）
- 人事院　試験専門委員（平成18年6月から平成25年3月）
- (社)日本技術士会における委員（環境部門）（平成13年6月から平成16年3月）
- 森林・自然環境技術者教育会　理事（平成20年度から平成23年度）
- 森林・自然環境技術者教育会　運営委員（平成20年度から平成21年度、平成24年度から平成25年度）
- 日本技術者教育認定機構　大学院委員（平成20年度）
- 日本技術者教育認定機構　基準総合調整委員（平成23年6月から平成27年5月）
- 守谷市　ひがし野プロムナード水路環境整備協議会会長（平成21年10月から22年6月）
- 守谷市松並土地区画整理組合設立準備会　守谷市松並地区街づくり協議会副会長（平成22年3月から9月）
- 守谷市松並地区まちづくり協議会2012会長（平成24年4月から25年3月）
- 守谷市景観審議会委員（平成24年12月から27年12月21日）
- 江戸川区緑の基本計画策定員会副委員長（平成24年3月から25年4月）
- 足立区都市農業公園の公園利用推進懇談会委員
- 国立公園協会 評議員（平成23年度）